# Marloth Park

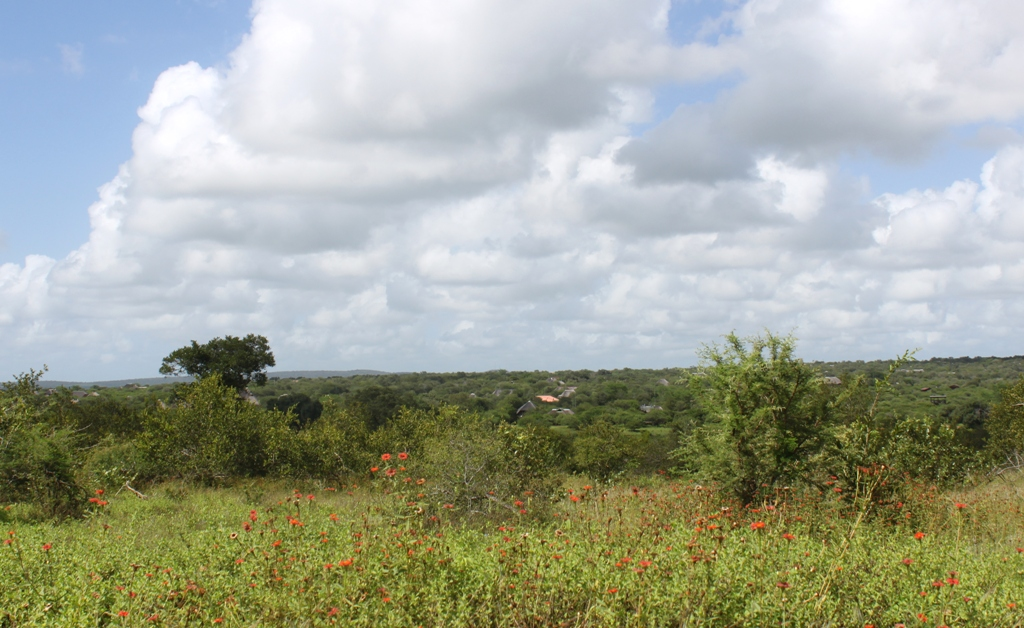
Blick auf Marloth Park

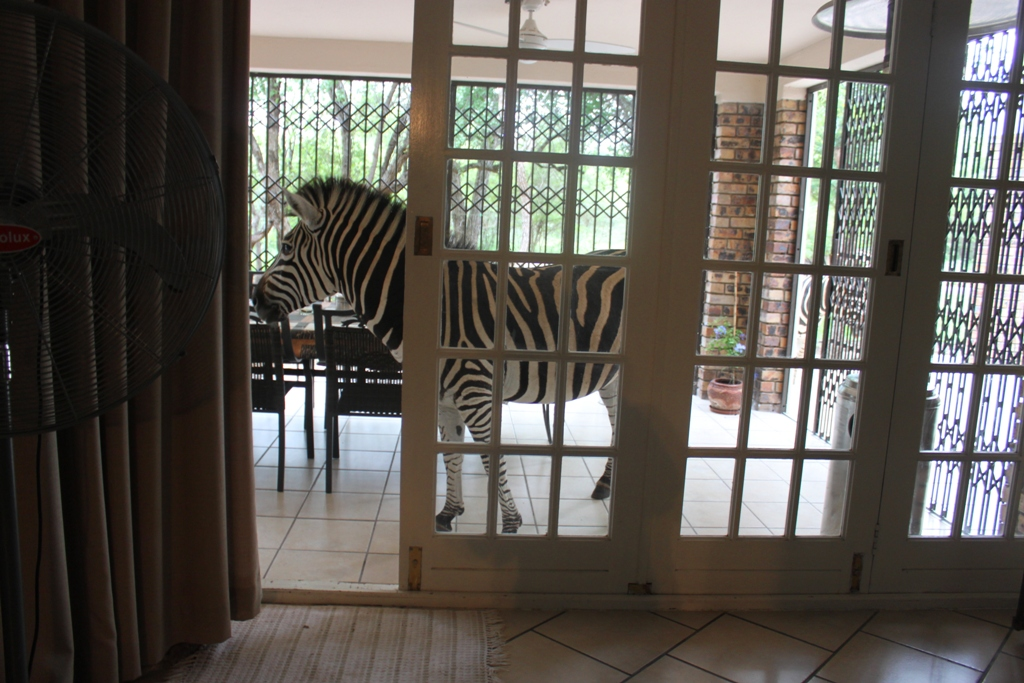
Besuch eines Zebras in der Veranda

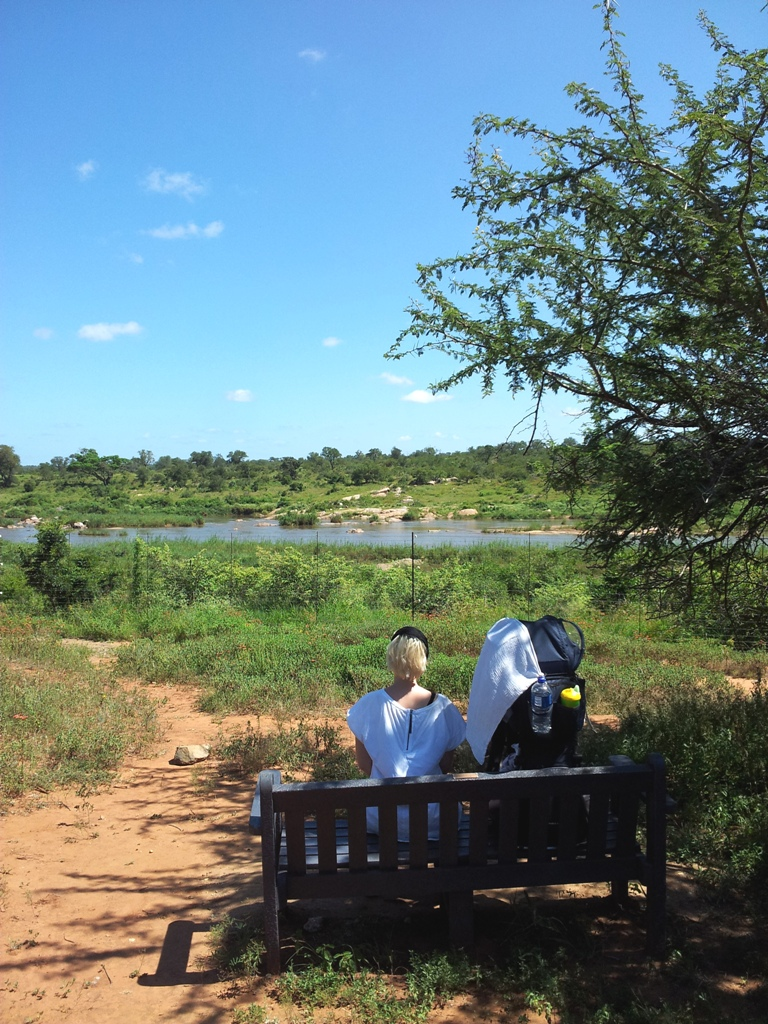
Blick auf den Kruger-Nationalpark und den Crocodile River

Marloth Park ist ein privates Naturschutzgebiet und ein Ferienpark in Südafrika. In diesem Naturpark finden sich viele Lodges, Hotels, Gästehäuser und private Häuser. Der Park beherbergt zahlreiche einheimische Tierarten.

## Name
Rudolf Marloth war ein bekannter deutschstämmiger Botaniker Südafrikas. Er wurde 1855 in Lübben geboren. Als ausgebildeter Chemiker wanderte er 1881 in die Kapkolonie aus und führte eine Apotheke in Kimberley. Er befasste sich mit Naturwissenschaften, speziell Botanik, und lehrte am Victoria College, die spätere Universität Stellenbosch. Er schrieb mehrere botanische Bücher und starb 1931 in Südafrika. Nach ihm wurde eine recht verbreitete Pflanze benannt: die Aloe marlothii. Sie ist in Mpumalanga, KwaZulu-Natal, Eswatini und Botswana beheimatet und kann bis zu 9 Meter hoch werden. Im Marloth Park ist sie weit verbreitet.

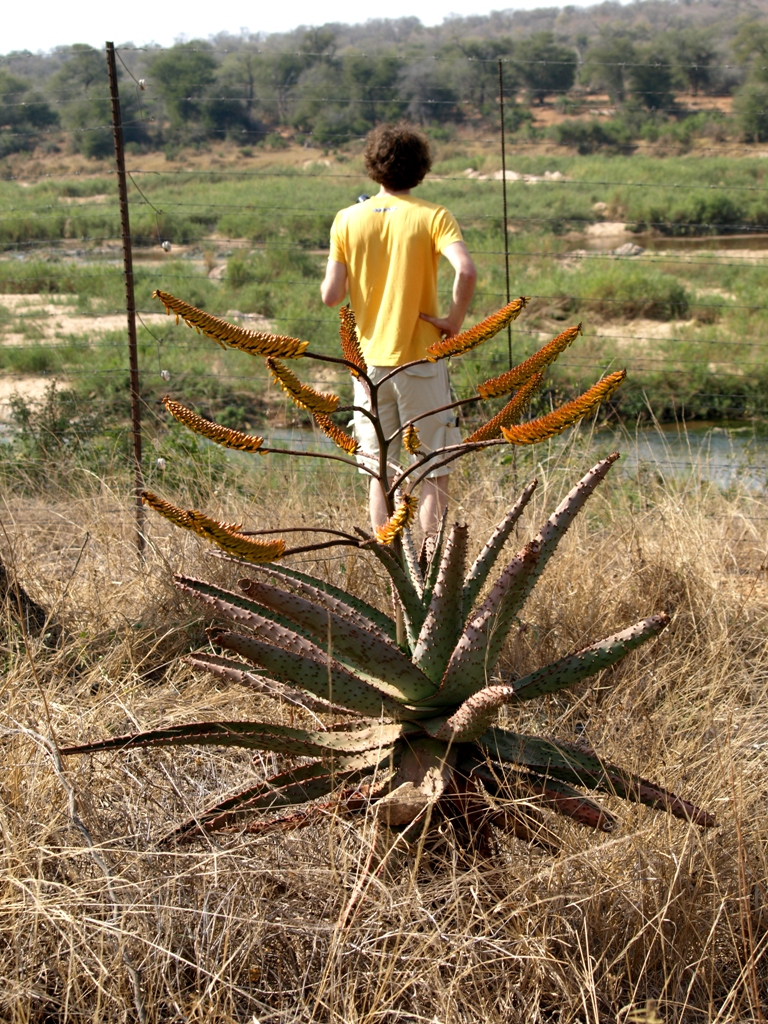
Blühende Aloe marlothii im Marloth Park. Durch den elektrischen Zaun blickt man auf den Kruger-Nationalpark.

## Geschichte
1977 wurde offiziell die „Marloth Park Holiday Township“ proklamiert. Bereits zuvor existierte an dieser Stelle ein „Crocodile River Holiday Township and Nature Reserve“. Das Land gehörte früher einigen Farmern, die ihre Häuser Durchreisenden zur Übernachtung zur Verfügung stellten. Das Marloth-Park-Gebiet war als „Stop-over“ gedacht: Vor Beginn des Bürgerkriegs in Mosambik im Jahr 1977 war die damalige Hauptstadt Lourenço Marques (das heutige Maputo) ein beliebtes Ziel südafrikanischer Touristen. Sie kamen häufig zu spät, um die Grenze zwischen Südafrika und Mosambik vor ihrer Schließung um 22 Uhr zu passieren. Für diese Touristen bot sich das Gebiet im Marloth Park zur Übernachtung an. 
Marloth Park wurde 1972 als Holiday-Township eröffnet. Ein großer Teil des Parks blieb unberührt. Es gibt keine Zäune innerhalb des Parks. Die Gärten blieben im ursprünglichen Zustand. Marloth Park ist durch einen Zaun und durch den Crocodile River vom Kruger-Nationalpark getrennt. Innerhalb des Parks gibt es Giraffen, Gnus, Kudus, Zebras, Impalas, Buschböcke, Warzenschweine, Paviane, Grünmeerkatzen sowie anderes Kleinwild und eine artenreiche Vogelwelt. Löwen kommen manchmal ins Dorf.

## Geographie
Der Main Place Marloth Park hatte bei der Volkszählung 2011 genau 1000 Einwohner, überwiegend Weiße. Marloth Park gehört zum „Greater Kruger Park“ und liegt am Südrand des Krüger-Nationalparks.
Marloth Park liegt in der Provinz Mpumalanga, Südafrika, 450 Kilometer östlich von Johannesburg, 110 Kilometer westlich von Maputo, der Hauptstadt von Mosambik, 15 Kilometer entfernt von Komatipoort, der Grenzstadt zu Mosambik. Der Ort liegt ungefähr 200 Meter über dem Meeresspiegel. 

### Klima
Klimadaten
| Jan | Feb | März | Apr | Mai | Juni | Juli | Aug | Sept | Okt | Nov | Dez | Monat      |
| --- | --- | ---- | --- | --- | ---- | ---- | --- | ---- | --- | --- | --- | ---------- |
| 33  | 32  | 31   | 30  | 28  | 26   | 26   | 27  | 29   | 30  | 31  | 32  | Maximum °C |
| 21  | 20  | 19   | 15  | 10  | 6    | 6    | 9   | 13   | 16  | 18  | 19  | Minimum °C |
| 9   | 8   | 7    | 5   | 3   | 2    | 2    | 2   | 3    | 6   | 8   | 9   | Regentage  |

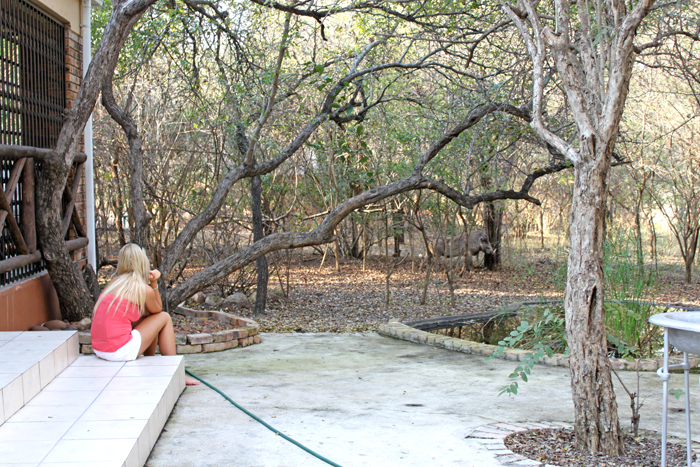
Warzenschwein im Garten
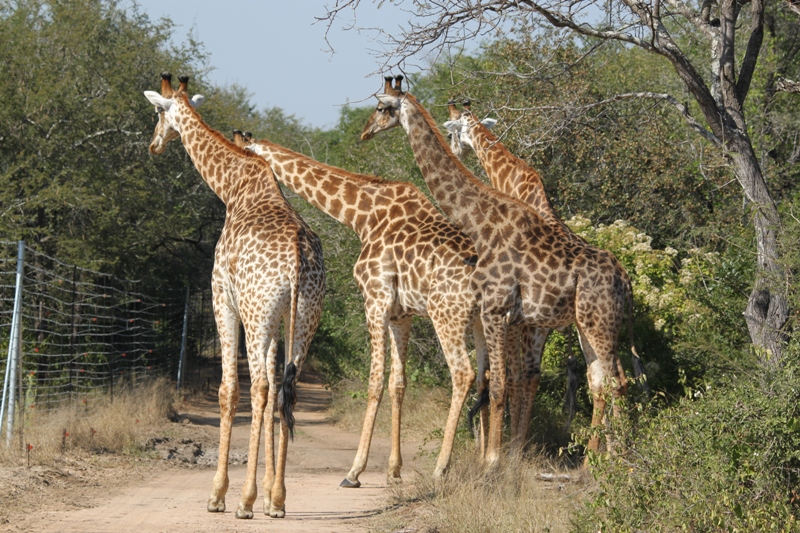
Giraffen schauen vom Lionspruit-Areal über den Zaun in den Marloth Park
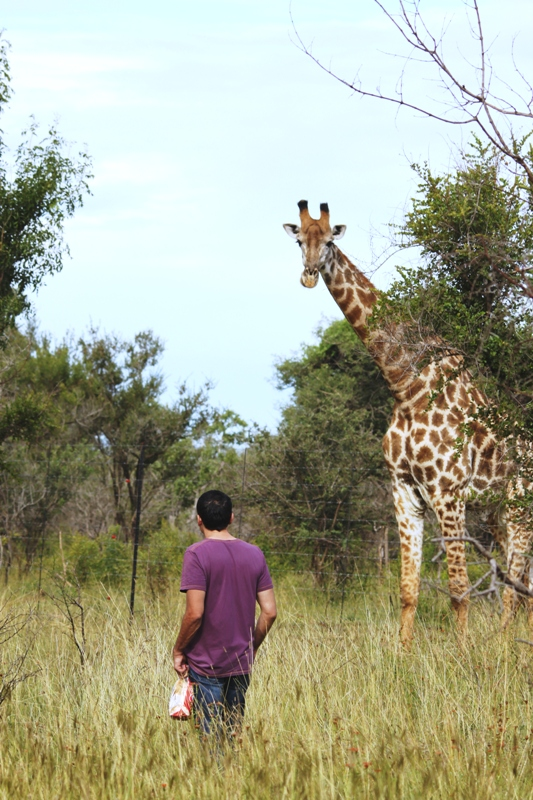
Giraffen mitten im Marloth Park
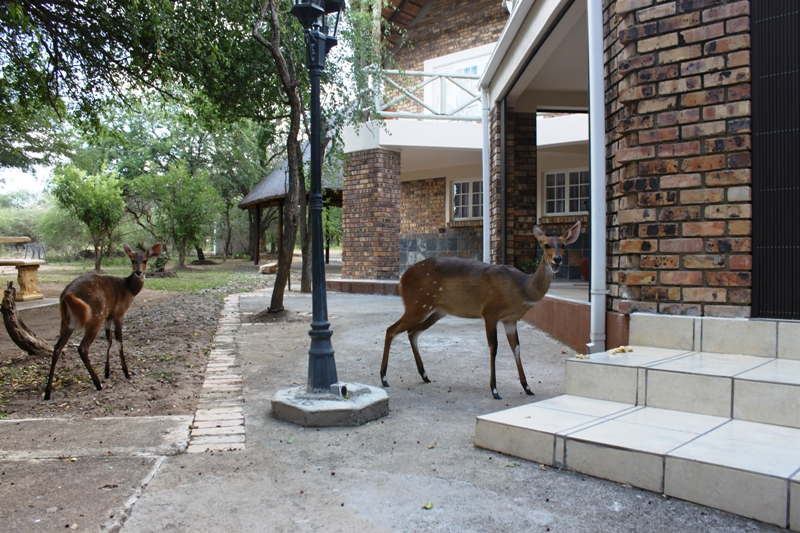
Antilopen rund ums Haus
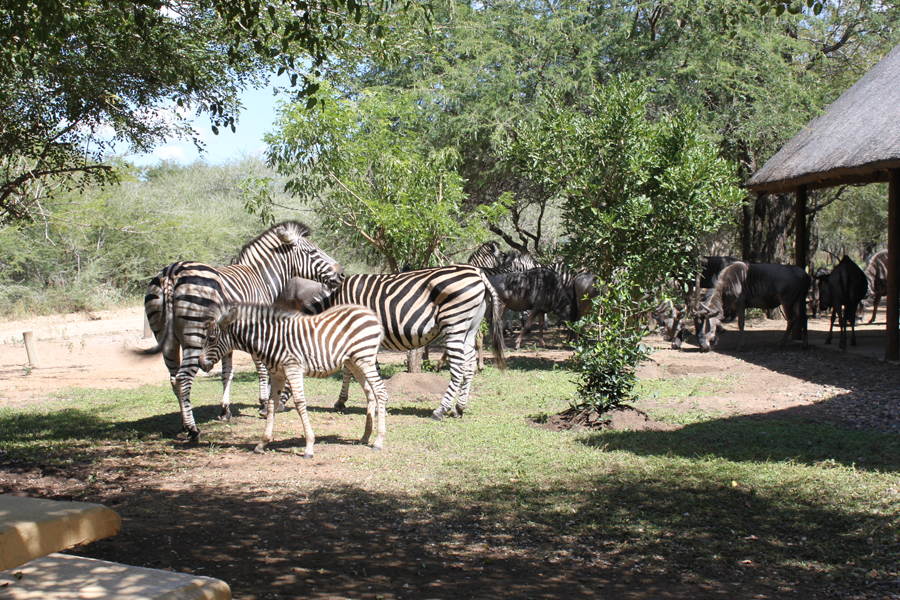
Wilde Gnus und Zebras kommen mit ihren Jungen ans Haus
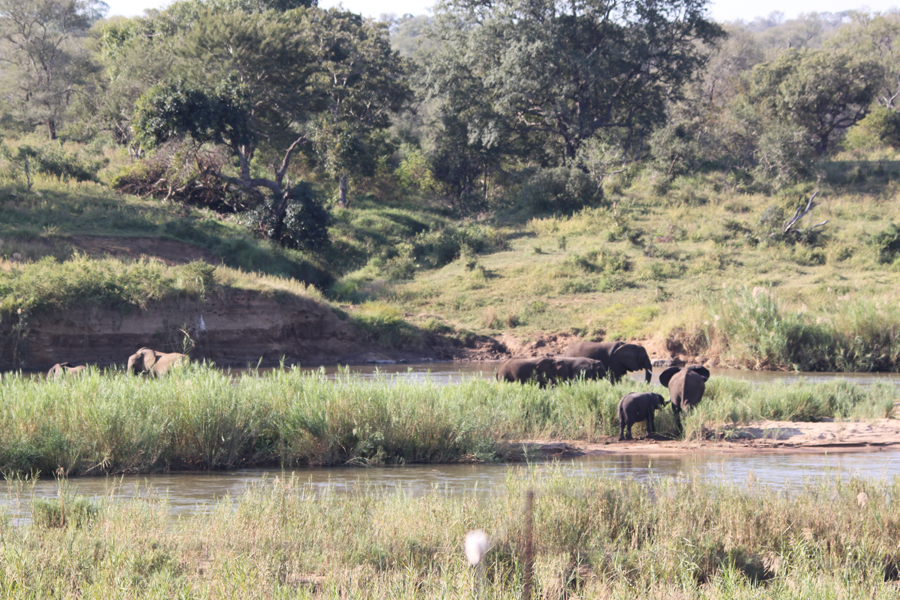
Elefanten im Crocodile River – Blick über den Zaun vom Marloth Park